# Laura Schiavone
Laura Schiavone (Napoli, 13 ottobre 1986) è una canottiera italiana.

## Carriera
Nel 2003 è vicecampione mondiale junior nel singolo; ai mondiali del 2004 si conferma vicecampione mondiale junior, stavolta in doppio. Nel 2005 è campionessa mondiale nel doppio, in coppia con Elisabetta Sancassani. Partecipa alle Olimpiadi di Pechino 2008, sempre in coppia con la Sancassani; la coppia viene eliminata nel recupero del doppio (Finale B) arrivando quarta nel proprio turno.
Nel 2009 diventa campionessa europea in doppio con Gabriella Bascelli.